# Операција Бакља
Операција Бакља (енгл. Operation Torch) (8-16. новембра 1942. претходно се звала Операција Гимнастичар) је била британско-америчка инвазија Француске северне Африке у Другом светском рату на Северноафричком фронту.
Совјетски Савез је инсистирао на потреби да САД и Велика Британија започну операције у Европи и да отворе други фронт како би се смањио притисак немачких снага на совјетску војску. Док су се Американци залагали за Операцију Маљ - искрцавање у окупираној Европи што је пре могуће, Британци су веровали да би тај потез завршио катастрофално. Уместо тог напада, представљен је план напада на северну Африку, који би очисти северну Африку од сила Осовине и унапредио савезничку контролу Средоземног мора. Такође, то би била и припрема за инвазију на јужну Европу 1943. године. Амерички председник Френклин Делано Рузвелт сумњао је да због операција у Африци неће бити инвазије на Европу 1943, али је одлучио да подржи британског премијера Винстона Черчила. Виши амерички команданти су остали снажно против искрцавања и након што су се западни савезнички команданти састали у Вашингтону 30. јула, генерал Џорџ Маршал и адмирал Ернест Кинг одбили су да одобре План. Рузвелт је дао директно наређење, да "Бакља" има предност у односу на друге операције и треба да се одигра у најранијем могућем року, једна од само две директне наредбе које је дао војним командантима током рата.

## Позадина
Савезници су планирали англо-америчку инвазију северне Африке, Марока, Алжира и Туниса, територије формално у рукама владе Вишијевске Француске. Са британским напредовањем у Либији, ово би омогућило савезницима да нападну снаге Осовине у Северној Африци са две стране. Вишијевски Французи имали су око 125.000 војника на том подручју, као и обалне батерије, 210 употребљивих али застарелих тенкова и око 500 авиона, од којих се половина могла мерити са америчким и британским ловцима. Французи су имали око 60.000 војника у Мароку, 15.000 у Тунису и 50.000 у Алжиру, артиљерију дуж обале, шачицу тенкова и авиона, као и десетак ратних бродова и 11 подморница у Казабланци.
Савезници су веровали да се француске снаге неће борити, делом због информације коју им је доставио амерички конзул у Алжиру Роберт Данијел Марфи. Французи су били бивши савезници САД, и амерички војници имали су наређење да пуцају само ако буду нападнути. Међутим, ипак су гајили сумње да ће морнарица Вишијевске Француске бити кивна на њих због уништења француске флоте код Мерс-ел-Кебира 1940. године. Процена симпатије француских војника према Савезницима је била неопходна, а планови су били у току како би се придобила њихова сарадња. Савезници су желели брзо да напредују на исток, ка Тунису и нападну немачке снаге с леђа.
Генерал Двајт Ајзенхауер је добио команду над операцијом, а свој штаб је поставио у Гибралтару. Савезнички морнарички заповедник би био Ендру Канингам, а његов помоћник вицеадмирал Бертрам Ремзи. Ремзи ће бити задужен за планирање искрцавања.

### Савезнички планови
Савезничка команда је идентификовала Оран, а такође и Алжир и Казабланку као кључне циљеве. Идеално би било и искрцавање у граду Тунису како би се обезбедио Тунис и прекинуло снабдевање Ромеловим снагама у Либији путем Триполија. Међутим, Тунис је био превише близу осовинских аеродрома на Сицилији и Сардинији за било какву наду у успех. Компромис би био искрцавање у Анаби у источном Алжиру, око 480 км ближе Тунису него Алжир. Због ограничених средстава су савезници могли да изведу само три искрцавања и Ајзенхауер-који је сматрао да сваки план мора укључивати искрцавање у Орану и Алжиру-имао је две главне опције: западну опцију, да се искрца у Казабланку, Оран и Алжир, па затим што је могуће брже крене за Тунис око 800 км источно од Алжира, чим се отпор Вишија савлада; или источну опцију, да се искрца у Оран, Алжир и Анабу, а затим напредује у Казабланку око 800 км западно од Орана. Он је фаворизовао источну опцију због предности које је давала раном заузимању Туниса, као и због тога што су плиме на Атлантику код Казабланке представљале знатно већи ризик за амфибијско искрцавање, него плиме на Медитерану.
Комбиновани начелници штаба, међутим, били су забринути да би операција Бакља изазвала Шпанију да напусти неутралност и да се придружи Осовини, а Гибралтарски пролаз би могао бити затворен и пресећи линије снабдевања савезничких снага. Због тога су одабрали опцију Казабланка као мање ризичну, с обзиром да би снаге у Алжиру и Тунису могле да буду снабдеване преко Казабланке (иако са значајним потешкоћама) у случају затварања Гибралтарског мореуза.
Маршалово супротстављање Бакљи одложило је искрцавање за готово месец дана, а његово противљење искрцавању у Алжиру навело је британске војне заповеднике да доводе у питање његову стратешку способност; Краљевска морнарица је контролисала Гибралтарски пролаз и интервенција Шпаније била је мало вероватна, јер је Франко одмеравао своје користи. Искрцавање у Мароку искључило је рану окупацију Туниса. Ајзенхауер је рекао Патону да је протеклих шест недеља било најтеже у његовом животу. Прихватајући искрцавање у Алжиру и Мароку, Ајзенхауер је истакао да је ова одлука померила рано освајање Туниса од вероватног на једва могуће захваљујући додатном времену које би омогућило Осовини да пребаци снаге у Тунис.

### Обавештајни рад
У јулу 1941, Мјечислав Словиковски организовао је "Агенцију Африка", једну од најуспешнијих обавештајних служби у Другом светском рату. Његови пољски сарадници били су потпуковник Гвидо Лангер и мајор Максимилијан Чешки. Њихове информације користили су Американци и Британци приликом планирања амфибијског искрцавања у Северној Африци током Операције Бакља новембра 1942.

### Први контакт са Вишијевцима
Како би Савезници придобили симпатије француских војника, Марфи је послат на место америчког конзула у Алжиру. Његова тајна мисија је била да утврди расположење француских снага и да ступи у контакт са људима који би могли да подржавају америчку инвазију. Успео је да контактира неколико француских официра, укључујући генерала Шарла Емануела Маса, команданта француских снага у Алжиру. Ови официри су били вољни да помогну Савезницима, али су тражили да одрже тајни састанак са највишим савезничким генералом у Алжиру. Генерал Марк Кларк, један од Ајзенхауерових високих заповедника, је послат у Черчел у Алжиру на британској подморници Серафим, и састао се са Французима 21. октобра 1942.
Савезници су успели и да, уз помоћ покрета отпора, извуку француског генерала Анрија Жироа из Вишијевске Француске, нудећи му команду над француским снагама у северној Африци након инвазије. Међутим, Жиро није пристајао на ништа мање од места главнокомандујућег свих инвазионих снага, посао који је већ дат Ајзенхауеру. Када је његова понуда одбијена, одлучио је да буде "само посматрач".

## Битка
Савезници су планирали искрцавање у три правца, како би заузели кључне луке и аеродроме у Мароку и Алжиру у исто време. Главне мете су биле Казабланка, Оран и Алжир. Успех ових операција требало је да прати напредовање на исток, у Тунис.
Западне јединице, које су кретале на Казабланку, су се састојале од америчких јединица, са генерал-мајором Џорџом Патоном на челу и контраадмиралом Хенријем Хјуитом који је био вођа морнарице. Ове западне јединице су сачињавале америчка 2. оклопна дивизија, америчка 3. пешадијска дивизија и америчка 9. пешадијска дивизија-око 35.000 војника у конвоју од преко 100 бродова који је ишао директно из САД.
Централне јединице, које су кретале на Оран, су се састојале од 509. ваздушно-десантног батаљона, америчке 1. пешадијске дивизије и америчке 1. оклопне дивизије-око 18.500 војника. Допловили су из Британије, а главнокомандујући је био генерал-мајор Лојд Фредендал, а морнарицом је заповедао Томас Трубриџ.
Операција Бакља је, у пропагандне сврхе, била искрцавање америчких снага, подржано од стране британских ратних бродова и авиона, под уверењем да би то било боље за француско јавно мњење него англо-америчка инвазија. Из истог разлога, Черчил је предложио да британски војници могу носити униформе америчке војске, иако нема доказа да је ова тактика спроведена. (Морнарички авиони носили су америчке ознаке, и два британска разарача носили су америчку заставу.) У стварности, источним јединицама, које су ишле ка Алжиру, је био главнокомандујући генерал-потпуковник Кенет Андерсон, а састојале су се из британске 78. пешадијске дивизије и америчке 34. пешадијске дивизије-око 20.000 војника. Морнаричким снагама је командовао вицеадмирал Харолд Бароу.
Немачке подморнице, који су биле активне у источном Атлантику на путу конвоја инвазије, повучене су да нападну трговачки конвој СЛ 125. Неки историчари су сугерисали да је полазак овог трговачког конвоја био намерно тактичко преусмеравање како би се спречили подморнички напади на превоз трупа.
Ваздушне операције су подељена на два дела, источно од Капе Танеза у Алжиру, где ће улогу играти британски авиони под командом маршала Вилијама Велша и западно од Капе Танеза, где ће учествовати амерички авиони под командом генерал-мајора Џејмса Дулитла, а оба напада ће бити под директном командом генерала Ајзенхауера.

### Казабланка
Западне јединице су се искрцале пре свитања 8. новембра 1942, на три места: Сафи (Операција Црни Камен), Федала (Операција Брашвуд), и Кенитра (Операција Циљ). Због веровања да се француске снаге неће борити, није било бомбардовања пре копненог напада. Ово се показало скупом грешком, пошто је француска одбрана нанела губитке америчким снагама при искрцавању.
У току претходне ноћи, француски генерал Бетуар, чије су снаге опколиле вилу генерала Аугуста Пол Нога, гувернера оданог Вишију, је покушао да изведе пуч. Међутим, Ног је успео да телефонира оближњим вишијевским снагама, које су спречиле његово заробљавање. Сем тога, покушај пуча је упозорио Нога да се вероватно спрема инвазија, тако да је сместа поставио снаге дуж обале.
У Сафију је искрцавање било готово успешно. Искрцавање је почело без артиљеријске припреме, у нади да се Французи уопште неће борити. Ипак, чим је француска обалска артиљерија отворила ватру, савезнички бродови су узвратили. Док није стигла 2. оклопна дивизија генерала Хармона, француски снајпери су приковали савезничке војнике (од којих је већина била први пут у борби) за плажу. Највећи део искрцавања је каснио; морнаричка авијација је уништила француски конвој са појачањима вишијевским снагама на плажи. Француски војници у Сафију су се предали 8. новембра поподне. До 10. новембра, преостали браниоци били су опкољени, а Хармонове снаге су пожуриле да се придруже опсади Казабланке.
У околини Кенитре, десантне снаге нису биле сигурне у свој положај, па је други талас искрцавања одложен. Ово је вишијевским бранитељима дало времена да организују отпор, због чега су наредна искрцавања изведена под бомбардовањем. Уз ваздушну подршку са носача авиона, Савезници су напредовали и град је освојен.
Код Федала (искрцавање у ком је учествовало 19.000 људи), лоше време је пореметило искрцавање. Након зоре су Вишијевци поново заузели плажу. Амерички генерал Патон се искрцао у 08:00, а плаже су потпуно обезбеђене до краја дана. Американци су опколили луку у Казабланци 10. новембра, а град се предао сат времена пре него што је завршни напад требало да почне.
Казабланка је била главна поморска база Француске на Атлантику након немачке окупације европске обале. Поморска битка код Казабланке почела је испадом француских крстарица, разарача и подморница које су се супротставиле искрцавању. Америчка топовска паљба и авиони уништили су једну крстарицу, шест разарача и шест подморница. Недовршени француски бојни брод Жан Барт-који је био усидрен и непокретан-пуцао је на десантне снаге својом једном исправном топовском кулом, док га није онемогућила ватра из топова од 400 мм америчког брода Масачусетс, првих таквих граната тежег калибра испаљених од Америчке морнарице било где у Другом светском рату. Два америчка разарача су оштећена.

### Оран
Инвазиона група центра била је подељена између три плаже, две западно од Орана и једна источно. Искрцавање на најзападнију плажу одложено је због француског конвоја који се појавио док су миноловци чистили пут. Нешто кашњења и забуне, као и оштећење десантних бродова, изазвано је неочекивано плитком водом и спрудовима; иако су извршена посматрања перископом, ниједна извиђачка јединица није се искрцала на плажама како би одредила локалне поморске услове. Ово је било супротно каснијим амфибијским нападима - као што је операција Оверлорд - у којој је велики значај дат извиђању пре инвазије.
Амерички 1. батаљон Ренџера пристао је источно од Орана и брзо је заробио обалску батерију код Арзева. Направљен је покушај директног пристајања америчке пешадије у луку, како би се брзо спречило уништавање лучких уређаја и потапање бродова. Операција-под тајним именом Операција Резервист-није успела, пошто су два брода класе Банф уништена унакрсним ватром из француских бродова. Вишијевска француска флота испала је из луке и напала инвазиону флоту савезника, али њени бродови су били потопљени или насукани на обалу.
Француске батерије и инвазиона флота размењивали су ватру током 8. и 9. новембра, док су француске трупе тврдоглаво браниле Оран и околину. Тешка ватра британских бродова довела је до предаје Орана 9. новембра.

#### Падобрански десант
Бакља је био први велики ваздушни напад који су извршиле Сједињене Државе. 2. батаљон 509. пука падобранске пешадије полетео је из Британије, преко Шпаније, намеравајући да искочи близу Орана и заузме два аеродрома, 24 км и 8 км јужно од Орана. Операција је била обележена климатским, навигацијским и комуникацијским проблемима. Лоше време у Шпанији и екстремна удаљеност проузроковале су расипање формације и присилиле су 30 од 37 авиона да се спусте у исушено слано језеро западно од циља. Ипак, оба аеродрома су била заузета.

### Алжир

#### Покрет отпора и пуч
Како је договорено у Черчелу, у раним сатима 8. новембра, 400 јеврејских бораца француског отпора организовало је државни удар у граду Алжиру. Почев од поноћи, устаници под командом Хенри д'Астиер де ла Вигерие и Јосе Абоулкера заузела је кључне циљеве, укључујући телефонску станицу, радио станицу, гувернерову кућу и штаб 19. корпуса.
Роберт Марфи је са неколико људи упао у резиденцију генерала Алфонса Јуина, старешине француске војске у Северној Африци. Док су окружили његову кућу (чинећи Јуина практично заробљеним), Марфи је покушао да га убеди да пређе на страну савезника. Међутим, доживео је изненађење: адмирал Франсоа Дарлан, командант свих француских снага, такође је био у Алжиру у приватној посети. Јуин је инсистирао да ступи у везу са Дарланом, а Марфи га није могао убедити да пређе савезницима. У раним јутарњим сатима, локална жандармерија је стигла и ослободила Јуина и Дарлана.

#### Инвазија
Дана 8. новембра 1942. године, инвазија је започела са десантима на три плаже - две западно од Алжира и једна источно. Под општом командом генерал-мајора Чарлса В. Ридера, команданта 34. пешадијске дивизије САД, британска 11. бригадна група из 78. пјешадијске дивизије, пристала је на десној плажи, амерички 168. пуковски борбени тим из 34. пешадијске дивизије, подржан од 6. и већине 1. чете командоса на средњој плажи, док је 39. пуковски борбени тим САД, такође из 34. дивизије САД, подржан од стране преосталих 5 трупа из 1. чете командоса, пристао на леву плажу. Британска 36. бригадна група из 78. дивизије стајала је у пловећој резерви. Иако су неки десанти отишли на погрешне плаже, то није било битно због изузетно слабог француског отпора. Све приморске батерије неутралисане су од стране француског отпора, а један француски командант отворено је поздравио Савезнике. Једине борбе су се одиграле у луци Алжир, где су - у Операцији Терминал - два британска разарача покушала да директно спусте одред америчких војника на аеродром, како би спречили Французима уништавање луке и потапање сопствених бродова. Тешка артиљеријска ватра спречила је пристајање једном разарачу, а други је успео да искрца 250 Ренџера пре него што је и он отеран у море. Искрцани војници су брзо гурнули у унутрашњост, а генерал Јуин предао је град савезницима у 18:00.

## Последице

### Политички резултати
Брзо је постало јасно да генерал Жиро није имао ауторитета да преузме команду француских снага. Он је чекао у Гибралтару на резултате искрцавања. Међутим, Дарлан у Алжиру имао је овакав ауторитет. Ајзенхауер, уз подршку Рузвелта и Черчила, склопио је споразум са Дарланом, признајући га као француског "Високог комесара" у Северној Африци. Заузврат, Дарлан је наредио свим француским снагама у Северној Африци да прекину отпор савезницима и да уместо тога сарађују. Договор је направљен 10. новембра, а француски отпор је престао готово одједном. Француске трупе у Северној Африци, које нису већ биле заробљене, предале су се и коначно придружиле савезничким снагама. Људи из Француске Северне Африке видели су много борби под савезничком заставом као део француског експедиционог корпуса на италијанском фронту, у коме су Арапи (углавном Мароканци) чинили преко 60% војника (састављеног од 112.000 трупа у априлу 1944. године).
Када је Адолф Хитлер сазнао о Дарлановом договору са савезницима, одмах је наредио окупацију Вишијске Француске и послао трупе у Тунис.
Споразум Ајзенхауер / Дарлан је значио да ће званичници које је именовао Вишијев режим остати на власти у Северној Африци. Није обезбеђена никаква улога за Слободну Француску, која је требало да буде француска влада у изгнанству, а која је преузела одговорност у другим француским колонијама. Ово је дубоко увредио Шарла де Гола као вођу Слободне Француске. То је такође увредило већину британске и америчке јавности, која је сматрала све Вишијске Французе за нацистичке сараднике, а Дарлана као једног од најгорих. Ајзенхауер је, међутим, инсистирао да нема прави избор ако се његове снаге крећу против Осовине у Тунису, уместо да се боре против Француза у Алжиру и Мароку.
Иако де Гол није имао званичну власт у Северној Африци, већина популације је сада јавно пришла Слободним Французима, вршећи притисак на Дарлана. Затим, 24. децембра, Фернанд Боније де Ла Шапел, француски борац отпора и антифашистички монархиста, убио је Дарлана. (Ухапшен је на лицу места и погубљен два дана касније.)
Жиро је наследио Дарлана, али као и он сменио је мало званичника Вишија. Он је чак наредио хапшење вођа Алжирског пуча 8. новембра, без противљења Марфија.
Француска северноафричка влада постепено је постала активна у савезничком ратном напору. Слабе француске трупе у Тунису нису се одупирале немачким трупама који су стизале авионима; Адмирал Естева, тамошњи командант, поштовао је наређења Вишија. Немци су заузели аеродроме и довели још војника. Француски војници су се повукли на запад, и за неколико дана почели су да се боре са Немцима, подстакнути малим америчким и британским одредима који су допрли до тог подручја. Иако је то било малог војног значаја, Французи су тиме прешли са савезничку страну. Касније су све француске снаге повучене из акције како би их савезници правилно опремили.
Жиро је то подржао, али је такође желео одржати стару Вишијеву администрацију у Северној Африци. Под притиском савезника и присталица де Гола, француски режим се променио, званичници Вишија су постепено замењени, а њихове најгоре одредбе су укинуте. У јуну 1943. Жиро и де Гол су се сложили да формирају "Комитет Француског Националног Ослобођења", са члановима из владе Северне Африке и из "Француског националног комитета" Де Гола. У новембру 1943. де Гол је постао шеф КФНО-а, а правно шеф владе Француске, признат од стране Сједињених Држава и Британије.
Као други политички резултат Бакље (и Дарланових наређења), претходно Вишијева влада Француске Западне Африке се придружила савезницима.

### Војне последице
Све у свему, отпор вишијевских војника у Мароку (осим на плажи) је био спорадичан. Пар јаких бродова вишијевске морнарице код Казабланке, укључујући и незавршен брод Жан Бар, заједно са више крстарица и разарача, је пружио отпор искрцавању, али су били поражени од стране супериорнијих савезничких бродова.

#### Тулон
Један од услова Другог примирја у Компјењу које су потписали Немци јесте да јужна Француска остане слободна од немачке окупације, са самоуправом из Вишија. Недостатак одлучног отпора француског Вишија на савезничку инвазију Северне Африке и нове де Голове мере у Северној Африци убедили су Немце да се Француској не може веровати. Штавише, англоамеричко присуство у Француској Северној Африци поништило је једино стварно оправдање да не окупирају целу европску Француску - то је било једино практично средство да се савезницима ускрати коришћење француских колонија. Немци су одмах окупирали јужну Француску и немачке трупе су покушале да заплене француску флоту у луци Тулон, почев од 10. новембра. Поморске снаге Осовине на Медитерану би се знатно повећале ако би Немци успели да заробе француске бродове, али сви битни бродови су потопљени на пристаништу од стране Француске морнарице пре него што су их Немци могли одвести.

#### Тунис
Након немачке и италијанске окупације Вишијевске Француске и њиховог неуспешног покушаја заузимања интерниране француске флоте у Тулону (Операција Лила), француска Армија Африке је прешла на страну савезника, у снази од једног корпуса. На другим местима, француски ратни бродови - као што је бојни брод Ришеље - поново су се придружили Савезницима.
Дана 9. новембра, снаге Осовине почеле су да се утврђују у Тунису, а без отпора локалних француских снага под генералом Бареом. Услед неодлучности, Баре је повукао своје трупе у брда и формирао одбрамбену линију од Тебурсука до Меџез ел Баба и наредио да се линија брани од свих. 19. новембра немачки командант-Валтер Неринг-тражио је пролазак за своје трупе преко моста у Меџезу и одбијен је. Немци су два пута напали слабо опремљене француске јединице, али су одбијени. Међутим, Французи су имали тешке губитке и, без артиљерије и оклопних возила, Баре је морао да се повуче.
После консолидације у Алжиру, савезници су ударили на Тунис. Елементи британске Прве армије под вођством генерал-пуковника Кенета Андерсона допрли су на 64 км од Туниса пре него што их је задржао контранапад у Џедеиди. У јануару 1943. године, немачке и италијанске трупе под Генералфелдмаршаллом Ервином Роммелом - повлачећи се према западу из Либије - стигле су до Туниса.
Британска Осма армија на истоку, коју је командовао генерал-потпуковник Бернард Монтгомери, зауставила се код Триполија како би сачекала појачања, прикупила снаге савезника и поправила тамошњу луку. На западу, снаге Прве армије су напале крајем јануара, али су одбијене код Фаидског пролаза и потом поражене код Сиди Боу Зида 14. и 15. фебруара. Снаге Осовине су се пробиле код Сбеитле, а потом и код Касеринског пролаза 19. фебруара, где се амерички 2. корпус повукао у нереду, док велика појачања Савезника нису зауставила напредак Осовине 22. фебруара. Фредендала је заменио Џорџ Патон.
Генерал Сер Харолд Александер је стигао у Тунис крајем фебруара како би преузео штаб нове 18. армијске групе, која је створена да преузме свеукупну контролу Осме армије и савезничких снага које су већ бориле у Тунису. Снаге Осовине поново су напале на истоку код Меденина 6. марта, али их је Осма армија лако одбила. Ромел је саветовао Хитлера да дозволи пуно повлачење на повољнији положај за одбрану, али је одбијен, а 9. марта, Ромел је напустио Тунис и заменио га Јирген фон Арним, који је морао да раздели своје снаге преко 160 км северног Туниса.
Неуспех код Касерина приморао је савезнике да консолидују своје снаге и развију своје линије комуникације и администрацију како би могли подржати велики напад. Прва и Осма армија су тада напале снаге Осовине у априлу. Следиле су тешке борбе, али савезници су одсекли Немце и Италијане од подршке поморских и ваздушних снага између Туниса и Сицилије. 6. маја, као кулминација Операције Вулкан, Британци су заузели Тунис, а америчке снаге допрле су до Бизерте. До 13. маја снаге Осовине у Тунису су се предале. То је отворило пут за инвазију савезничких снага на Сицилију у јулу 1943.

## Каснији значај
Упркос улоге операције Бакља у рату и логистичком успеху, она је у великој мери изостављена у многим популарним историјама рата и у општој култури. Лист Економист је претпоставио да је то због тога што су током операције француске снаге биле непријатељ Савезника, што је тешко усагласити са свеобухватним описом ратова у уџбеницима историје.
Ова операција била је прва оружана америчка мисија у арапском свету од Барбарских ратова са афричким пиратима (1801-1815.) и, према речима Економиста, постављена је основа америчке послератне политике на Блиском истоку.

## Супротстављене снаге
|                                           | Дивизија                                                | Пук или батаљон                                          |
| Западни одред Патон                       |                                                         |                                                          |
| 2. Оклопна дивизија Ернест Хармон         | 66. оклопни пук 67. оклопни пук                         |                                                          |
| 3. пешадијска дивизија Андерсон           | 7. пешадијски пук 15. пешадијски пук 30. пешадијски пук |                                                          |
| 9. пешадијска дивизија Еди                | 47. пешадијски пук 60. пешадијски пук                   |                                                          |
| Централни одред Лојд Фредендал            |                                                         | 1. батаљон Ренџера                                       |
| Централни одред Лојд Фредендал            | 1. оклопна дивизија Орландо Вард                        | Борбена Команда Б 6. оклопни пешадијски пук              |
| Централни одред Лојд Фредендал            | 1. пешадијска дивизија Ален                             | 16. пешадијски пук 18. пешадијски пук 26. пешадијски пук |
| Источни одред Андерсон                    |                                                         |                                                          |
|                                           | 1. командоси (Британски)                                |                                                          |
|                                           | 6. командоси (Британски)                                |                                                          |
| 9. пешадијска дивизија Еди                | 39. пешадијски пук                                      |                                                          |
| 34. пешадијска дивизија Рајдер            | 135. пешадијски пук 168. пешадијски пук                 |                                                          |
| 78. пешадијска дивизија (Британска) Евели | 11. пешадијска бригада 36. пешадијска бригада           |                                                          |

|                               | Дивизија | Пук |
| Мароко                        | | |
| Дивизија Фез Salbert          | 4. марокански стрељачки пук 5. марокански стрељачки пук 11. алжирски стрељачки пук 1. страначки коњички пук          | |
| Дивизија Мекнеш Dody          | 7. марокански стрељачки пук 8. марокански стрељачки пук 3. марокански спахијски пук                                  | |
| Дивизија Казабланка Béthouart | 1. марокански стрељачки пук 6. марокански стрељачки пук колонијални марокански пешадијски пук 1. пук афричких ловаца | |
| Дивизија Маракеш Martin       | 2. марокански стрељачки пук 2. страначки пешадијски пук 4. марокански спахијски пук                                  | |
| Алжир                         | Алжирска дивизија Charles Mast                                                                                       | 1. алжирски стрељачки пук 9. алжирски стрељачки пук 3. пук Зуава 2. пук афричких ловаца 1. алжирски спахијски пук |
| Алжир                         | Оранска дивизија Boissau                                                                                             | 2. алжирски стрељачки пук 6. алжирски стрељачки пук 15. сенегалски стрељачки пук 1. страначки пук                 |
| Алжир                         | Мароканска дивизија                                                                                                  | 7. марокански стрељачки пук 3. алжирски стрељачки пук 4. туниски стрељачки пук 3. страначки стрељачки пук         |